# Kelsey Batelaan
Kelsey Lynn Batelaan (* 3. Juli 1995) ist ein US-amerikanisches Model und ehemalige Kinderdarstellerin. Bekanntheit erlangte sie vor allem durch ihre Rolle der Annie McNamara in der US-Fernsehserie Nip/Tuck – Schönheit hat ihren Preis, in der sie von 2003 bis 2010 in insgesamt 36 Episoden zu sehen war.

## Leben und Karriere
Kelsey Batelaan wurde am 3. Juli 1995 als älteste von drei Mädchen von Brian und Sharon Batelaan geboren und wuchs in Thousand Oaks, rund 50 Kilometer vom Zentrum von Los Angeles entfernt, auf. Im Alter von vier Jahren begann sie zu modeln und wurde anfangs vor allem für Printmedien gebucht. Nachdem sie im Jahre 2001 zum ersten Mal für den Laufsteg gebucht wurde, war sie in weiterer Folge bei zahlreichen Modenschauen im Einsatz.
2002 hatte sie schließlich ihren ersten nennenswerten Auftritt im Film- und Fernsehgeschäft, als sie zu einem Gastauftritt in einer Episode von Power Rangers Wild Force kam und bald darauf auch eine Rückblendenszene der nur kurzlebigen Fox-Serie Oliver Beene abdrehte. Im Jahr 2003 mimte sie in drei Episoden der ersten Staffel von ABCs Meine wilden Töchter eine jüngere Version der von Kaley Cuoco dargestellten Figur der Bridget Hennessy. Als Katalog-Print-Model war sie rund zwei Jahre lang als für The Walt Disney Company aktiv. Noch im Jahre 2003 übernahm sie eine wiederkehrende Rolle als Annie McNamara, der Tochter von Dr. Sean McNamara (gespielt von Dylan Walsh) und Julia McNamara (Joely Richardson). Diese Figur stellte sie in allen acht Jahren von 2003 bis 2010 in 36 von insgesamt 100 Episoden dar. Parallel dazu war sie im Jahr 2004 auch in einer Gastrolle in einer Episode der ebenfalls nur kurzlebigen Fernsehserie She Spies – Drei Ladies Undercover zu sehen.
Danach konzentrierte sie sich vermehrt auf ihre Tätigkeit als Model und zog sich weitgehend vom Schauspielgeschäft zurück. Die passionierte Fliegenfischerin tritt unter anderem für diverse Angelinternetseiten und -magazine in Erscheinung; darunter Mayfly Mafia.

## Filmografie
- 2002: Power Rangers Wild Force (Fernsehserie, Episode 1x07)
- 2003–2010: Nip/Tuck – Schönheit hat ihren Preis (Nip/Tuck, Fernsehserie, 36 Episoden)
- 2003: Meine wilden Töchter (8 Simple Rules for Dating My Teenage Daughter, Fernsehserie, 3 Episoden)
- 2004: She Spies – Drei Ladies Undercover (She Spies, Fernsehserie, Episode 2x12)